# Klosterkirche (St. Veit an der Glan)

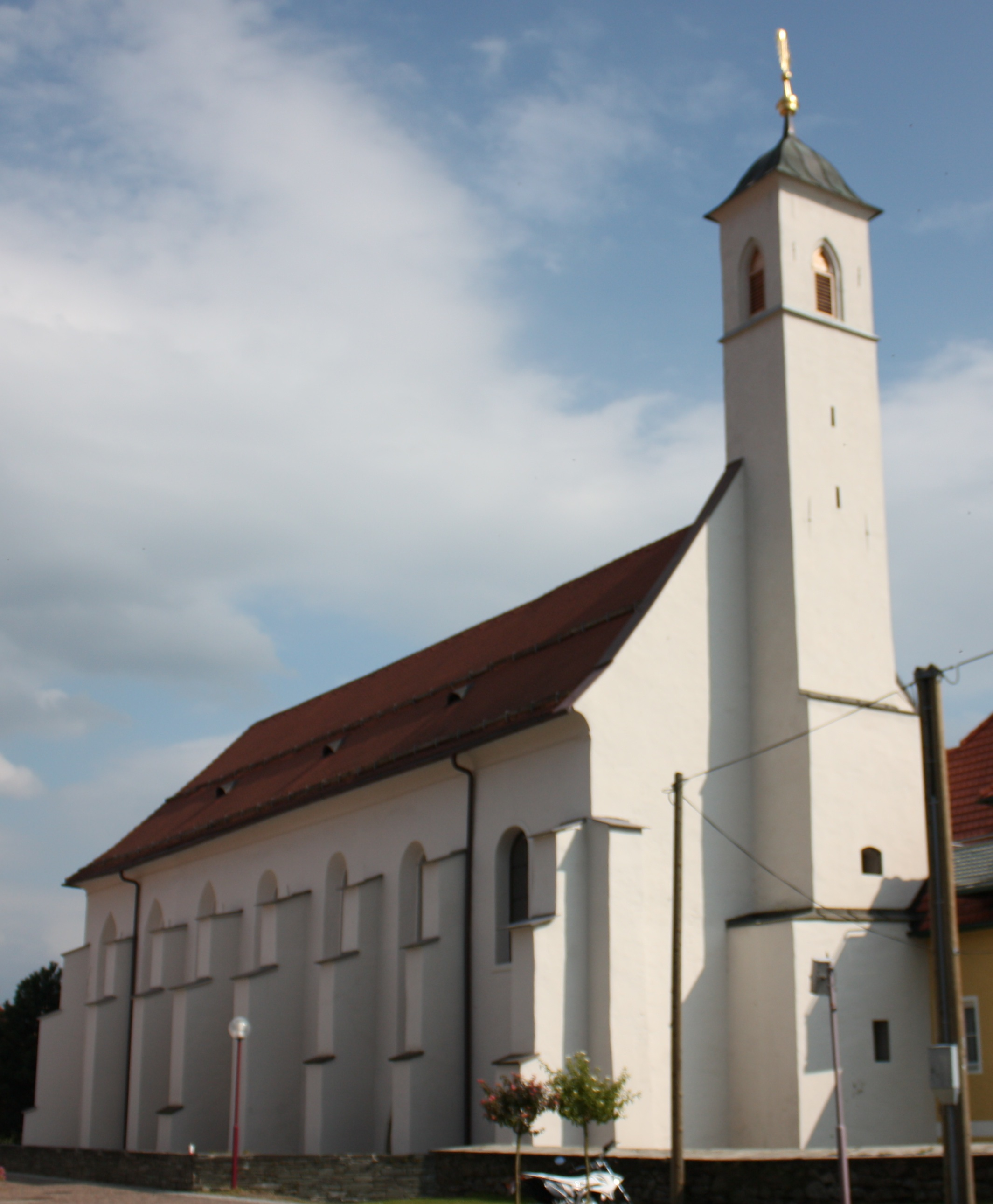
Klosterkirche Unsere Liebe Frau

Die ehemalige Klosterkirche Unsere Liebe Frau steht außerhalb der Altstadt von St. Veit an der Glan südwestlich des ehemaligen Bürgerspitals. Sie war die Kirche des südlich angebauten Klosters. Sie ist Maria, Unserer Lieben Frau geweiht. Heute ist die Kirche eine Filiale der Pfarre St. Veit.

## Geschichte
Die Kirche wurde erstmals 1323 urkundlich als Kirche des Klarissinenklosters genannt, das von Konrad von Auffenstein und seiner Frau gegründet worden war. Um 1360 war Anna von Auffenstein Äbtissin. 1383 stifteten die Herren von Kraig eine Kaplanei. Aus dem Kloster wurde 1542 ein Armenspital. 1622 sollten Jesuiten den durch die Reformation verödeten Bau übernehmen. Sie verzichteten jedoch auf den verwahrlosten Bau. 1640 übernahmen Franziskaner Kloster und Kirche. Von 1640 bis 1648 wurden die Konventbauten neu errichtet. 1786 hob Kaiser Joseph II. das Kloster mit 25 Patres auf. 1829 beschädigte ein Brand das Klostergebäude. 1863 trug man den Ostflügel des Konvents ab, der Rest wurde für eine Schule in Stand gesetzt. Vom ehemaligen Klostergebäude sind nur mehr der Westtrakt des 1640 bis 1648 erneuerten Kreuzhofes mit zwei geschlossenen Arkaden und Reste des südlichen Flügels erhalten. Dieser dient heute als Wirtschaftsgebäude.

## Baubeschreibung

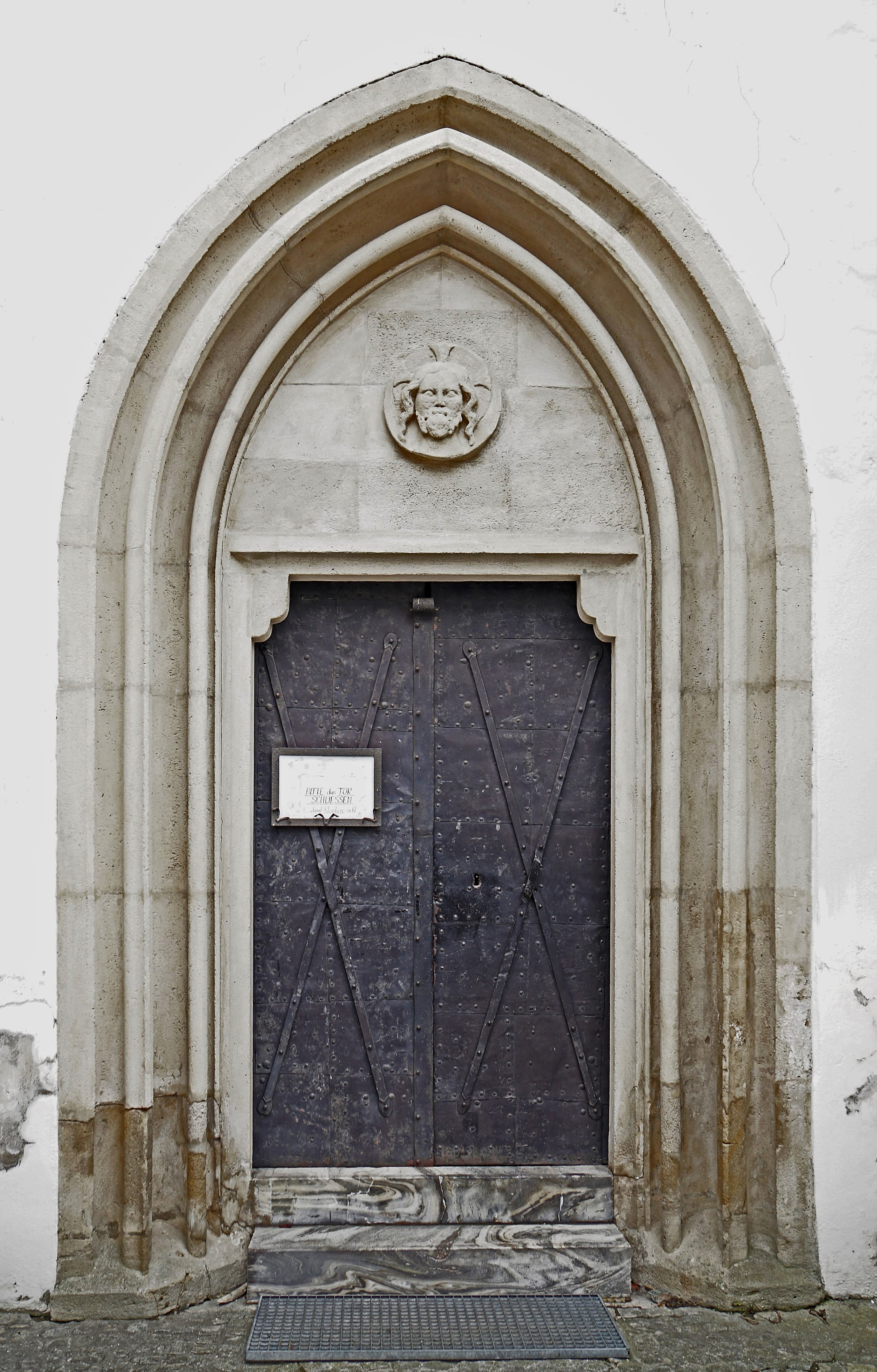
Gotisches Portal mit eisenbeschlagener Tür

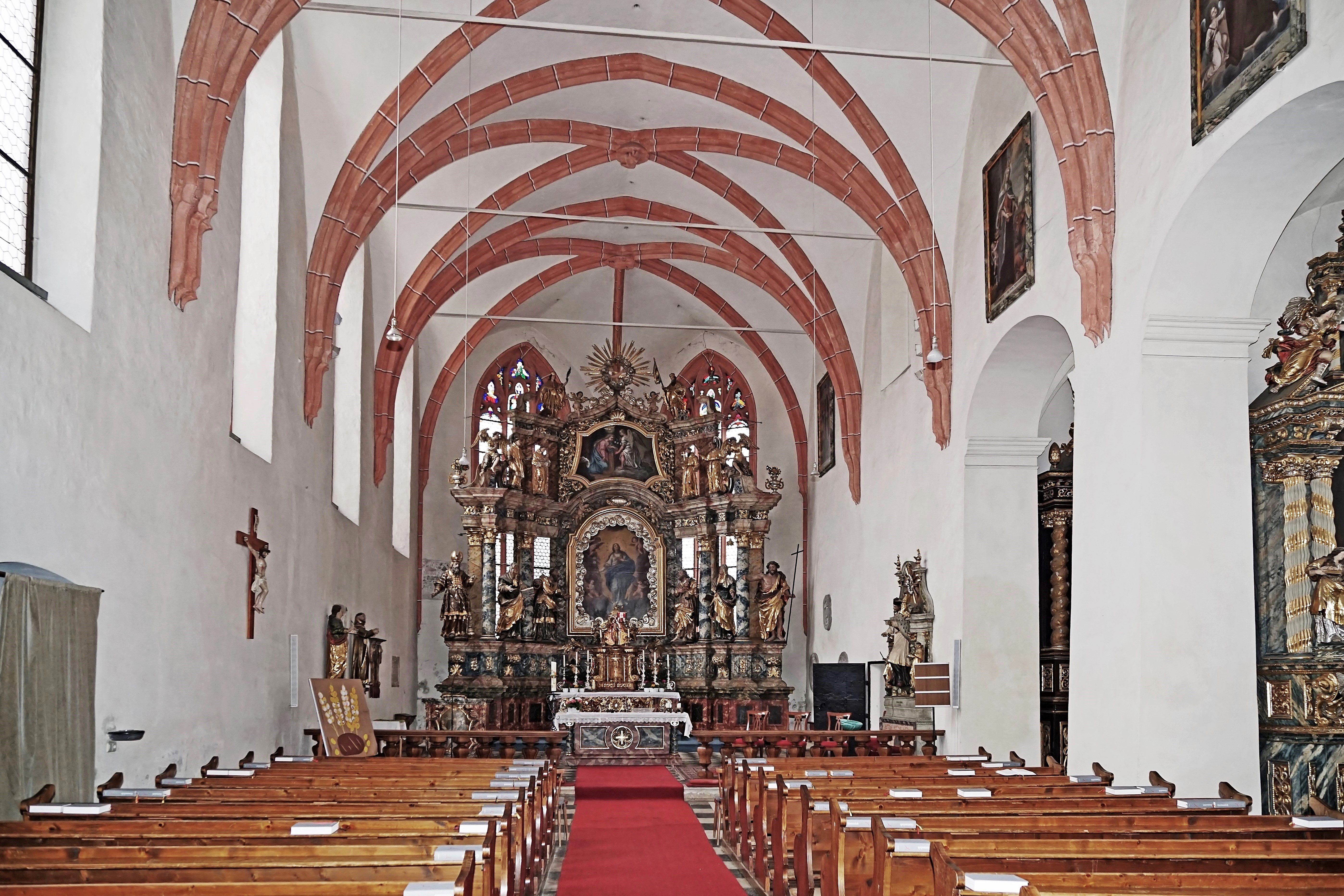
Innenansicht

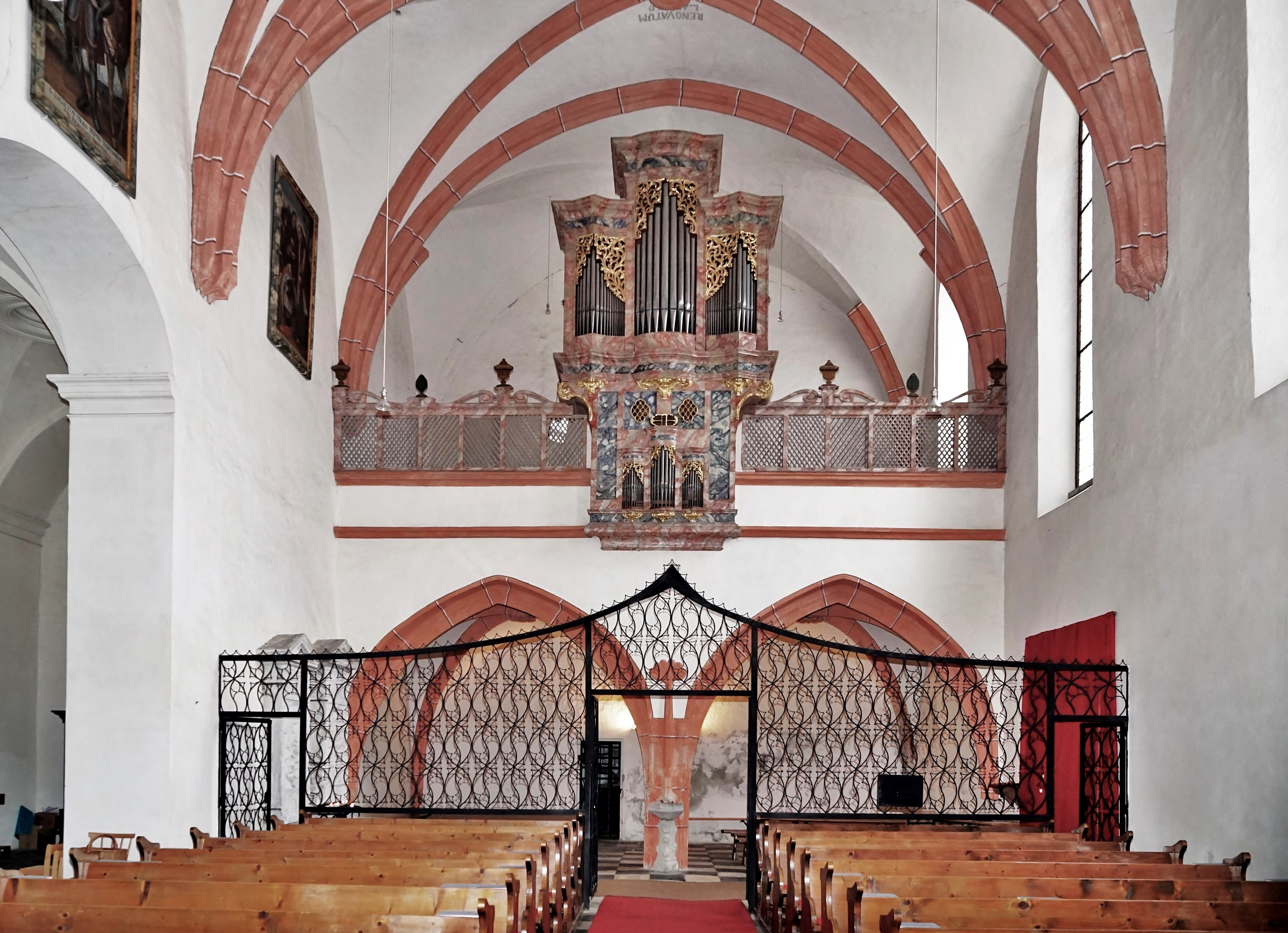
Blick gegen die Orgelempore

Das langgestreckte Gebäude ist eine frühgotische Saalkirche mit massigen, 2-3fach abgetreppten Strebepfeilern und einem leicht erhöhten Chor. Der schlanke Turm mit spitzbogigen Schallöffnungen und einer gedrückten Biedermeierhaube ist der früheste Turm einer österreichischen Bettelordenskirche. Die Eingangsportale an der Nordseite mit breit profiliertem Gewände weisen ein Christushaupt bzw. Malereireste im Tympanon auf. An der Südseite des Chores ist der Gewölbeansatz der ehemaligen Gruftkapelle der Kraiger Ritter zu erkennen. Die Sonnenuhr ist mit 1751 bezeichnet.
Das sechsjochige Langhaus hat ein Kreuzrippengewölbe über hochangesetzten, konsolenartigen Spornanläufen. Die Reliefs der flachen Schlusssteine stellen das Lamm Gottes, die Segnende Hand, einen Löwen, einen Pelikan, eine Rosette und die Sonnenscheibe dar. Die gemauerte, zweiachsige Empore nimmt das westliche Joch ein und wird von tief herabgezogenen Kreuzrippen unterwölbt. Die 1731 von Franz Knoller gebaute Orgel wurde vermutlich 1777 von Joachim Prugger umgebaut und 1970 restauriert. Die Orgel ist der seltene Fall eines aus einem Haupt- und Brüstungspositiv kombinierten Prospekts und wurde 1970 von Gregor Hradetzky restauriert.
Die Fenster im Langhaus wurden zum Teil barockisiert und zum Teil vermauert.
Der Chor endet in einem Viersechstelschluss. Die zwei- und dreiteiligen Chorfenster sind mit Maßwerk ausgestattet. An der Chorsüdwand sind drei runde, auf die Kirchenstiftung bezugnehmende Reliefsteine mit dem Lamm Gottes, Eulen, den Wappentieren der Auffensteiner sowie einer mit 1323 bezeichneten Inschrift angebracht. Der gemalte Inschriftenrest eines Gedichtes mit fünf verschiedenen Wappen des 14. Jahrhunderts an der nördlichen Chorschrägwand stammt wohl von einem Epitaph.

## Einrichtung

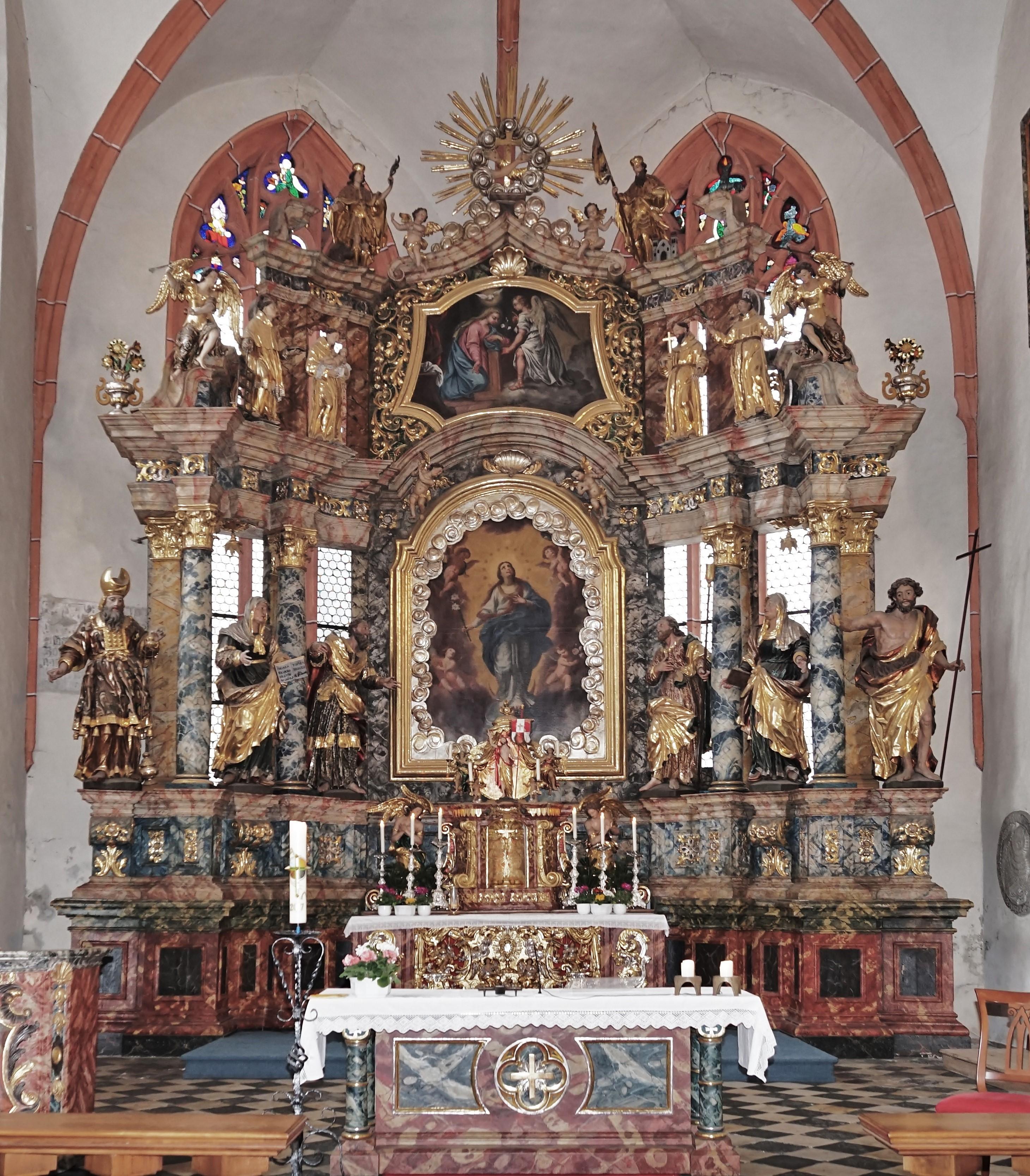
Der barocke Hochaltar

Den Hochaltar von 1734 mit vier Säulen und zusätzlichen Pilastern stammt von Johann Pacher mit einer Fassung von Josef Anton Schwämbacher (1739). Das Mittelbild vom Anfang des 19. Jahrhunderts zeigt die Maria Immaculata. Seitlich stehen die Statuen der Heiligen Zacharias, Elisabeth und Josef links sowie Joachim, Anna und Johannes des Täufers rechts. Das Aufsatzbild der Verkündigung vom Anfang des 19. Jahrhunderts wird von den Figuren der Heiligen Laurentius und Antonius links sowie Franziskus und Leonhard rechts flankiert. Die Bekrönung des Altars bilden ein Kreuz im Glorienschein sowie die Seitenfiguren der Heiligen Leopold und Heinrich.
Der Altar an der Chorsüdseite wurde 1754 von Johannes Zacharias Stoitmann gestiftet. Am Altar stehen die Statuen der Heiligen Johannes Nepomuk, Antonius von Padua und Bonaventura.
Das Weihwasserbecken steht auf einem spätgotischen Fuß, der mit Meister- oder Hauszeichen versehen ist.

## Seitenkapellen
Die Langhaussüdseite ist mit korbbogigen Arkaden zu den von 1666 bis 1669 errichteten, barocken Kapellenanbauten geöffnet. Die drei Kapellen mit Kreuzgratgewölben und sparsamer Wandgliederung wurden als Begräbnisstätten gestiftet.
In der östlichen Kapelle steht ein Altar von 1666. Er besteht aus einer Ädikula mit einer gestaffelten Doppelsäulenstellung über einem kleinen Sockel und einem gesprengten Segmentgiebel mit einer kleinen Ädikula als Aufsatz. Die gedrehten Säulenschäfte sind mit Weinranken verziert, der Sockel und der Giebel mit Knorpelwerk. Das Altarbild mit der Grablegung Christi vom Ende des 17. Jahrhunderts wurde von Andreas Talman von Tallheimb gestiftet.
Der Altar der mittleren Kapelle von 1667 wurde vom Kaufmann Johann Preyss de Sotto gestiftet und gleicht in Aufbau und Dekor dem Altar in der östlichen Kapelle. Das Altarbild mit der Verkündigung stammt aus dem 18. Jahrhundert und kommt aus der Heiligenkreuzkirche Villach. Die Seitenfiguren der Heiligen Ottilie und Barbara entstanden im 18. Jahrhundert, die Aufsatzfiguren im 17. Jahrhundert.
Die westliche Seitenkapelle reicht über zwei Joche und wurde von Steinkellner von Kellerstein als Gruftkapelle gestiftet. Den Altar fasste 1669 Frater Albert Stumph. Er besteht aus einer Ädikula mit Dreisäulenstellung über einem Sockel und einem gesprengten Dreiecksgiebel mit einer kleinen Ädikula mit gestaffelten Doppelsäulen als Aufsatz. Der Altar trägt eine um 1780 von Johann Georg Hittinger geschaffene Kreuzigungsgruppe. Das Aufsatzbild Gottvaters wird von den Figuren der heiligen Diakone Stephanus und Laurentius flankiert.

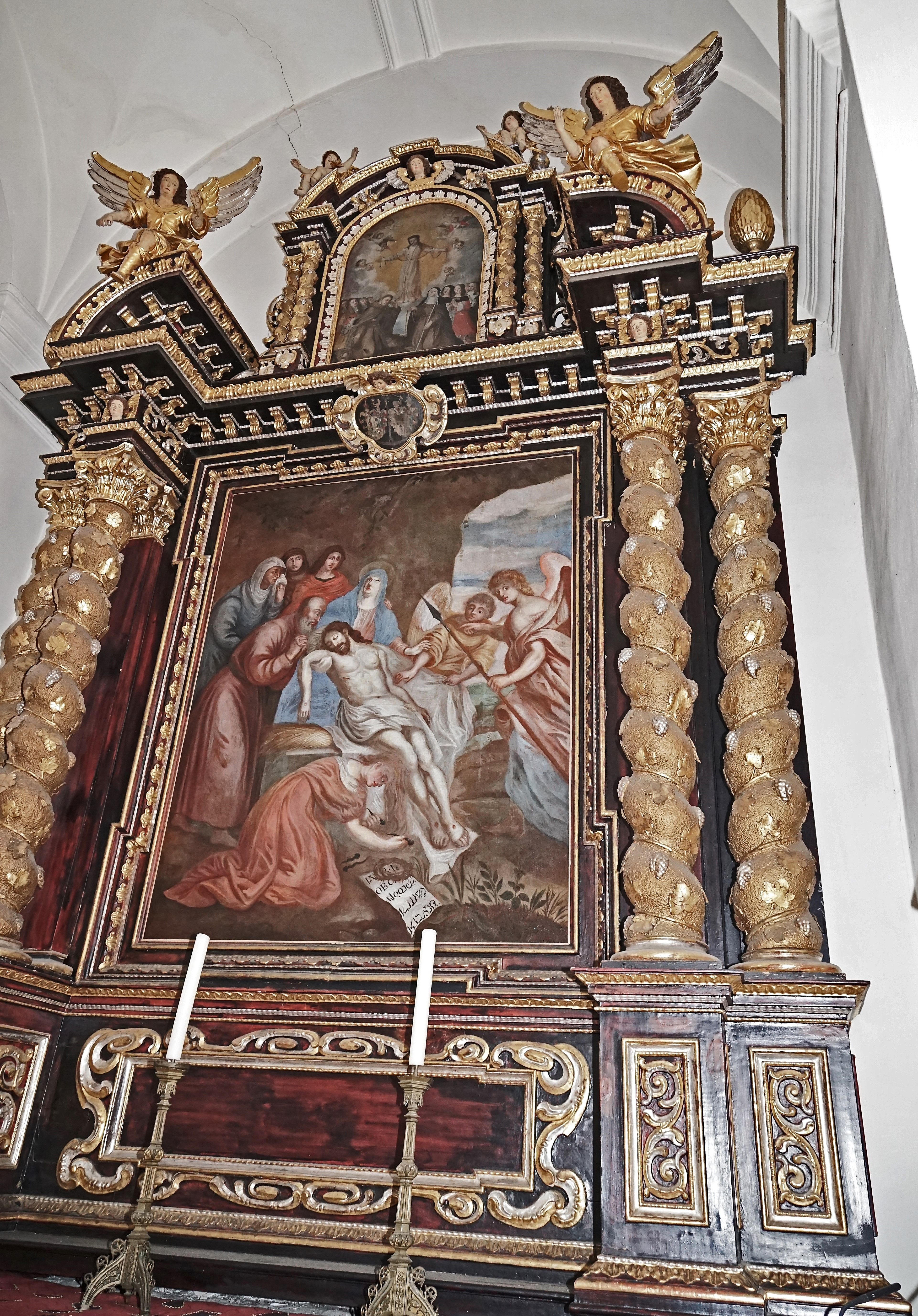
Altar der östlichen Seitenkapelle
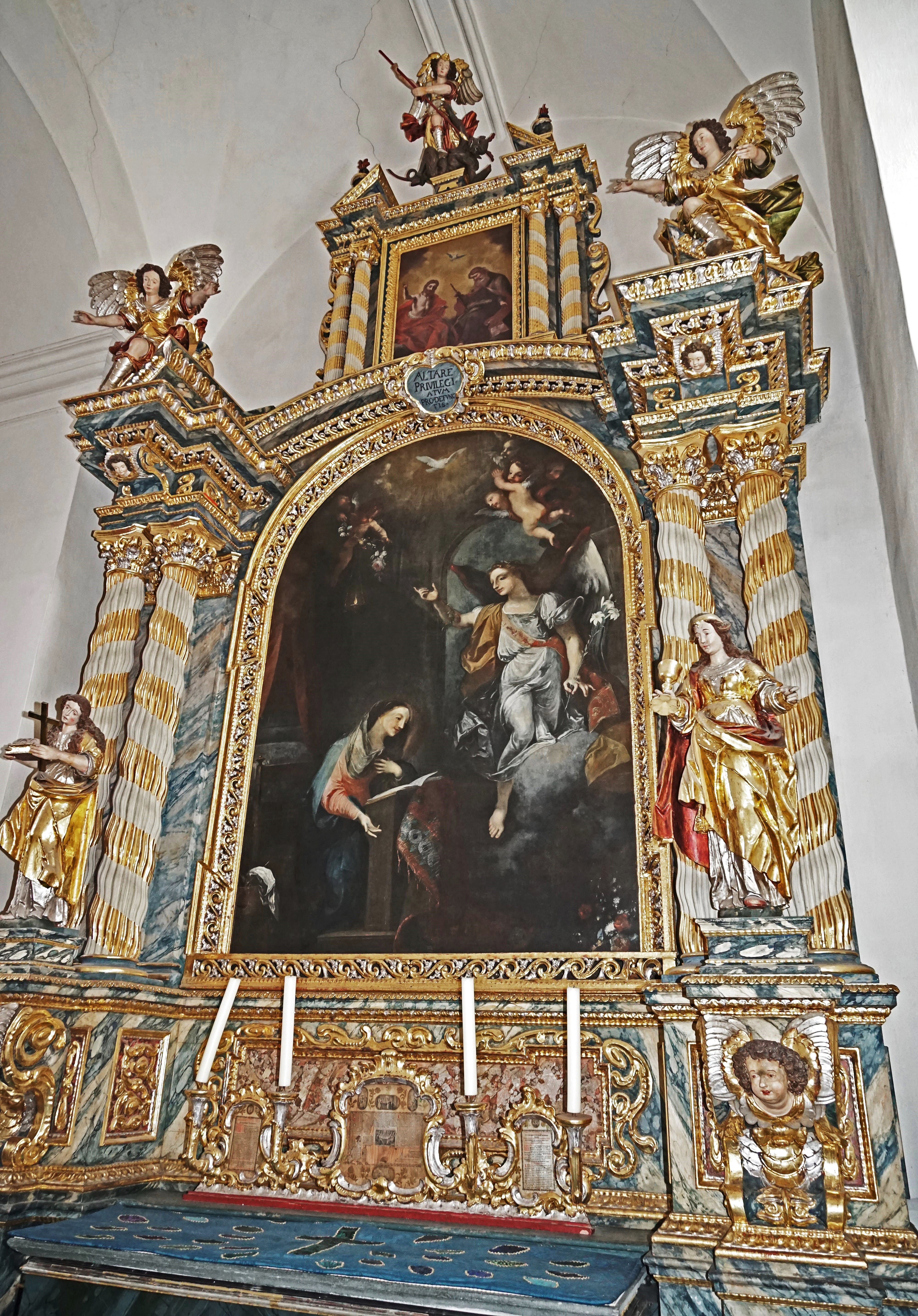
Altar der mittleren Seitenkapelle

## Grabdenkmäler
An der Langhausnordwand befinden sich die Wappengrabplatte des Georg Vorgt (1656) und ein Inschriftenstein (1663). In der östlichen Kapelle dient die römerzeitliche Grabinschrift für Nemetomarus als Deckel für die 1663 geschaffene Gruft des Andreas Talman. Die zwei im Westteil der Kirche aufgestellten, mächtigen, giebelbekrönten Wappengrabplatten auf Konsolen mit Löwenpranken für Hieronymus Söll (1582) und Maria von Teutenhoffen (1580) wurden aus der Stadtpfarrkirche hierher übertragen. Außen vor dem Eingang sind Fragmente des Tumbadeckels vom Grabmal Konrads von Kraig vom Ende des 14. Jahrhunderts zu sehen. Der größere Teil dieser Tumba steht im Pfarrhof bei der Stadtpfarrkirche. Weiters befinden sich hier die Grabplatte des Stadtrichters Christof Schreml († 1442), um 1300 gefertigte Grabsteine, Fragmente von Römersteinen und mittelalterlichen Werkstücken.